# Bilsington
Bilsington è un villaggio e parrocchia civile dell'Inghilterra, appartenente alla contea del Kent.